# Beltrami-Form
In der Mathematik sind Beltrami-Formen gewisse messbare Funktionen, die man als Beltrami-Koeffizienten quasikonformer Abbildungen bekommt.
Sei {\displaystyle \Gamma \backslash \mathbb {H} ^{2}} eine hyperbolische Fläche. Eine Beltrami-Form {\displaystyle \mu } auf {\displaystyle \Gamma \backslash \mathbb {H} ^{2}} ist eine messbare Funktion {\displaystyle {\tilde {\mu }}\colon \mathbb {H} ^{2}\to \mathbb {C} } mit {\displaystyle \Vert {\tilde {\mu }}\Vert _{\infty }<\infty }, so dass für alle {\displaystyle \gamma \in \Gamma }
{\displaystyle {\tilde {\mu }}(\gamma (z))={\frac {\overline {\gamma ^{\prime }(z)}}{\gamma ^{\prime }(z)}}={\tilde {\mu }}(z)}
für fast alle {\displaystyle z\in \mathbb {H} ^{2}} gilt.
Die Beltrami-Formen mit der Norm {\displaystyle \Vert .\Vert _{\infty }} bilden einen Banach-Raum, der mit {\displaystyle {\mathcal {B}}(\Gamma )} bezeichnet wird. Mit {\displaystyle {\mathcal {B}}^{1}(\Gamma )} bezeichnet man den offenen Einheitsball {\displaystyle \left\{\mu \in {\mathcal {B}}(\Gamma )\colon \Vert \mu \Vert _{\infty }<1\right\}}. 
Nach dem Satz von Ahlfors-Bers gibt es zu jedem {\displaystyle \mu \in {\mathcal {B}}^{1}(\Gamma )} einen quasikonformen Homöomorphismus {\displaystyle \phi _{\mu }\colon \mathbb {H} ^{2}\colon \mathbb {H} ^{2}} mit Beltrami-Koeffizient {\displaystyle {\tilde {\mu }}}. Für {\displaystyle \gamma \in \Gamma } verschwindet der Beltrami-Koeffizient von {\displaystyle \rho _{\mu }(\gamma ):=\phi _{\mu }^{-1}\circ \gamma \circ \phi _{\gamma }}, weshalb {\displaystyle \rho _{\gamma }} eine Darstellung {\displaystyle \Gamma \to PSL(2,\mathbb {R} )} und damit ein Element des Teichmüller-Raums {\displaystyle {\mathcal {T}}(\Gamma )} definiert. Man erhält so eine surjektive Abbildung {\displaystyle {\mathcal {B}}^{1}(\Gamma )\to {\mathcal {T}}(\Gamma )}.